# 七日談

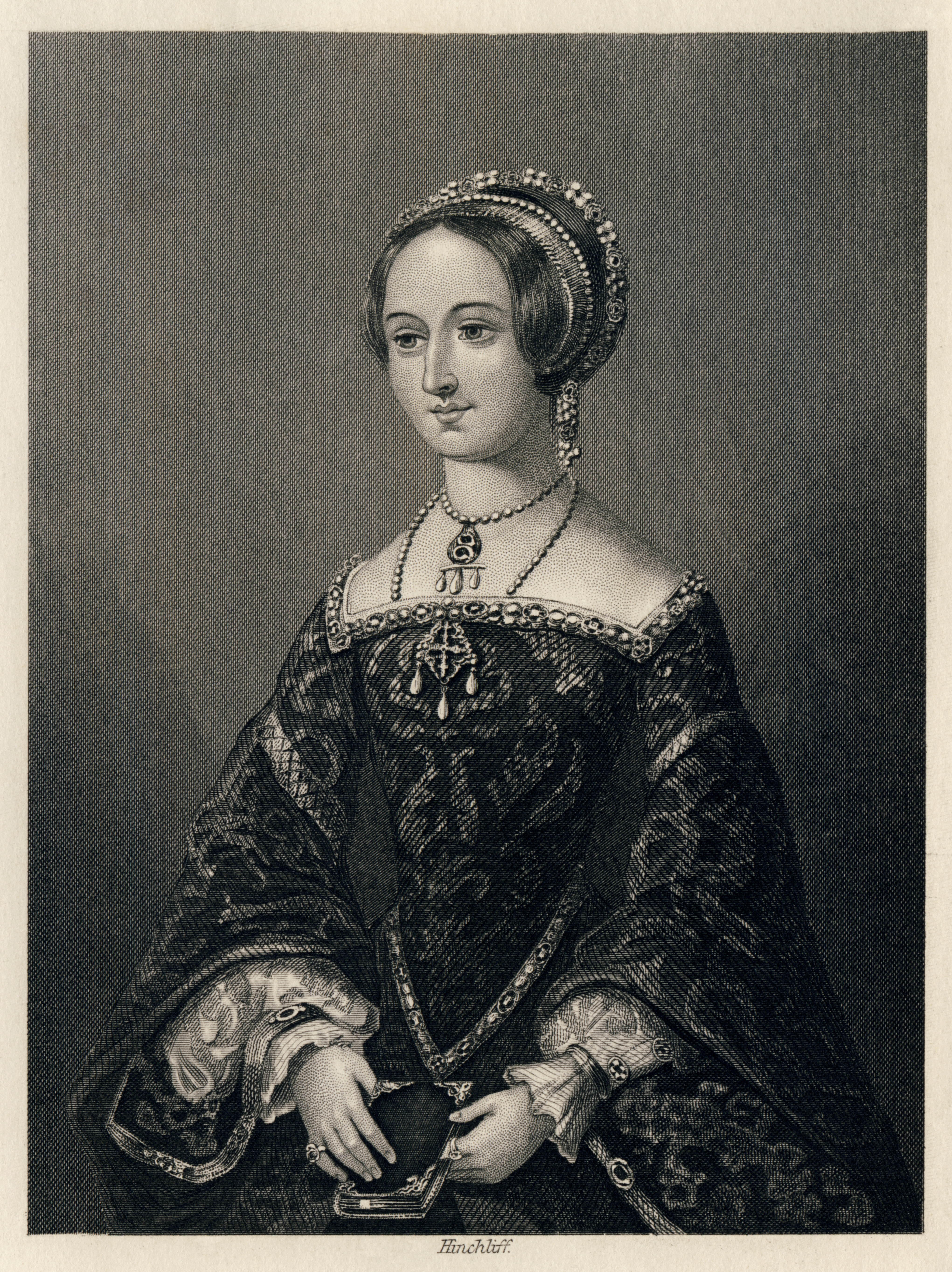
纳瓦拉的瑪格麗特王后像，版畫，Hinchliff作，出自1864年版《七日談》

《七日談》（法語：Heptaméron）是法國16世紀的短篇小说集，作者是纳瓦拉的玛格丽特王后，出版于1558年。
《七日谈》模仿薄伽丘的《十日談》的風格，講述的是从比利牛斯山疗养归来的五位年轻贵妇和五位青年男子，因山洪爆发而暂住在一座修道院中，为消磨时间每人每天講一个故事。1549年，纳瓦拉王后没有完成作品即去世，小说集在其身后的1558年出版。